# 諸豫
諸豫，生卒不詳，字震坤，南直隸蘇州府崑山縣（今江蘇省崑山縣）人，清朝政治人物、進士出身。
順治六年，登進士二甲第七十二名，改庶吉士。順治八年，任內翰林國史院編修。順治十三年，任通鑑全書纂修官、右春坊右中允。順治十四年，任內翰林弘文院侍讀。